# Історія освоєння мінеральних ресурсів Угорщини

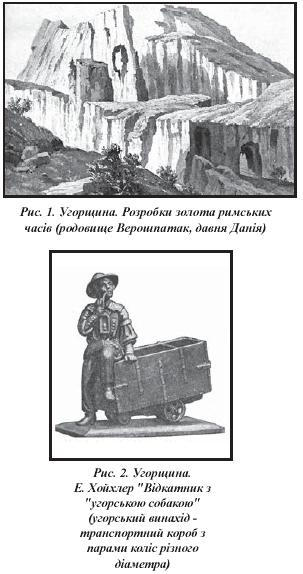

Історія освоєння мінеральних ресурсів Угорщини
Перші свідоцтва використання гірських порід на території країни відносять до нижнього палеоліту (стоянка Вертешсьольош на Дунаї). В неоліті (з VI тис. до н.е) має місце масштабна розробка глин та пісків для будівництва та глин для виготовлення керамічного посуду. В цей час кар’єрним способом також видобували кремінь (Шюмег, Тета).
В V тис. до н.е спостерігається масове використання міді, причому знаряддя та прикраси виробляли як куванням, так і відливанням у форми. Мають місце також численні прикраси з золота. Руда надходила ймовірно з Балкан та Трансільванії. Найбільше виробництво знарядь з бронзи датують XIII — XII ст. до н.е Пізніше бронзу витісняє залізо.
В часи Римської імперії (I — IV ст. по Різдву) видобували золото, срібло, сіль. В межах Карпатської западини знайдені сліди середньовічних рудників. Вважається, що в XII -XV ст. на території Угорщини отримували близько 30—40 % європейського видобутку золота, срібла й міді. Гірниче право було закріплене в Правовій книзі короля Бели IV (1245 р.). Свідоцтва потужних гірничих робіт тих часів спостерігаються на рудниках «Рудабанья» та «Телькибанья». У XVI ст. з'являються перші свідоцтва про нафтопрояви (Ґеорґіус Аґрікола, Орах).
З XVII ст. гірництво занепадає в зв'язку з наслідками турецького панування, а в XVIII ст. (вже в Австрійській імперії) спостерігається його новий підйом. В Уйбаньє в 1722 р. вперше в Європі на шахті була використана «вогнева машина» (попередниця парової), в Селакне в 1749 р. застосовували водяні помпи.
Видобуток нафти розпочато в 1850 р. у Східних Карпатах. Після 1880 р. приватними компаніями були відкриті родовища важкої нафти на Великій Угорській рівнині та на півдні країни (в Трансільванії), де 1909 р. було відкрито найбільше на той час європейське родовище Кішшармаш.
Вугілля розробляють з XVIII ст. (Бренбергбань'я). Швидке зростання ріст вуглевидобутку зумовлено потребами дунайського пароплавства й швидким розвитком залізничного транспорту. Найбільший видобуток 31,4 млн т досягнуто в 1965 р. Родовища бокситів виявлені на початку 1900-х років (розробляються з 1926 р. в Ганті).
В кінці XX ст. у структурі гірничої промисловості Угорщини основне місце займають паливно-енергетична і бокситова галузі. Країна імпортує нафту, нафтопродукти, газ, кам'яне вугілля, кокс, залізну руду, кольорові метали. Частка гірничої промисловості у ВВП становить 0,3 % (на 1998-99 рр.). В ній зайнято 25700 чол. Максимальний видобуток вугілля — понад 30 млн т спостерігався в 1963-65 рр., нафти — бл. 2 млн т — протягом 1977—1986 рр., природного газу — 7 млн т — в 1977 і 1984-86 рр., бокситів — понад 3 млн т — в 1974—1989 рр.
Вища гірнича освіта бере початок з гірничої школи в Шельмецбаньє (1735 р.), яку в 1770 р. перетворено на Гірничу академію. 
З 1949 р. її переведено в м. Мішкольц як гірничий факультет місцевої політехніки. Геологів готують в Університеті ім. Л.Етвеша та в Будапештському політехнічному університеті.